# Nagothane
Nagothane es una ciudad censal situada en el distrito de Raigad en el estado de Maharashtra (India). Su población es de 12549 habitantes (2011). Se encuentra  a 66 km de Bombay y a 84 km de Pune.

## Demografía
Según el censo de 2011 la población de Nagothane era de 12549 habitantes, de los cuales 6520 eran hombres y 6029 eran mujeres. Nagothane tiene una tasa media de alfabetización del 87,70%, superior a la media estatal del 82,34%: la alfabetización masculina es del 91,13%, y la alfabetización femenina del 83,94%.